# Aenictus asperivalvus
Aenictus asperivalvus är en myrart som beskrevs av Santschi 1919. Aenictus asperivalvus ingår i släktet Aenictus och familjen myror. Inga underarter finns listade i Catalogue of Life.